# Flamen Dialis
Flamen Dialis was een van de belangrijkste religieuze posten bij de Romeinen. Hij was de dienaar van Jupiter en behoorde tot de flamines maiores. Dat niet alleen, hij was de meest sacrale persoon van Rome. Toch was hij niet de belangrijkste, dat was de pontifex maximus. Hij mocht de toga praetexta dragen, had zitting in de Senaat en mocht een lictor hebben.
Voor deze eer werd een hoge prijs betaald. Van deze priesters is niet veel bekend, alleen de plichten van de flamen Dialis zijn uitgebreid beschreven. Hij moest uit een patriciërsfamilie stammen en zijn ouders moesten volgens de oude rite zijn getrouwd (confarreatio). Als er een vacature was, werden drie kandidaten genomineerd, waarvan er een werd uitgekozen door de comitia, die captus werd genoemd. Deze werd vervolgens door de Pontifex Maximus ingewijd, waarna hij niet meer onder de patria potestas viel, recht op een lictor had en de toga praetexta mocht dragen. Tevens had hij zitting in de Senaat.
De flamen Dialis moch geen knopen op zijn gewaad hebben, geen ring dragen, tenzij deze glad was en geen edelstenen had, geen eed zweren, zich niet ontkleden in de open lucht, niet onder wijnranken lopen, de stad niet langer dan een dag verlaten, geen paarden aanraken of berijden, geen meel, hond, klimop of geit aanraken of zelfs maar noemen of naar een leger buiten het pomerium kijken. Ook mocht niemand behalve hijzelf in zijn bed slapen en de doos met offerkoeken mocht onder geen beding in contact komen met zijn bed.
Men begrijpt natuurlijk dat dit voor een ambitieuze Romein een serieuze hindernis kon zijn in zijn beklimmen van de cursus honorum, zo zou hij nooit oorlog kunnen voeren, een van de gemakkelijkste manieren om bekend en geliefd te worden.

## Voetnoot
1. ↑  Zo was bijvoorbeeld Julius Caesar in zijn jeugd verkozen als flamen Dialis, maar werd dit door de tussenkomst van Lucius Cornelius Sulla verhinderd. Het is moeilijk voor te stellen hoe Caesar ooit Gallië zou hebben veroverd als hij nooit legers onder de wapens mocht zien buiten Rome.